# 大谷博愛
大谷 博愛（おおたに ひろちか、1947年 - ）は、日本の政治学者。拓殖大学名誉教授。主な研究対象は国政選挙、政策過程など。

## 略歴
北海道出身。山手学舎から早稲田大学政治経済学部に通い卒業後、同大学大学院政治学研究科を修了。拓殖大学政経学部助教授を経て1990年より同大教授。政経学部長を務めた。
2018年3月、同大退職。

## 共著
- （福岡政行・谷藤悦史）『政治の体系・文化・社会化』（芦書房, 1985年）
- （磯崎育男）『ハンドブック政策の国際比較　新たな政策創造と市民 』（芦書房, 2000年）
- （青木一能・中邨 章）『国家のゆくえ―21世紀世界の座標軸』（芦書房, 2001年）

## 訳書
- Ｒ．レーン『政治における思想と意識』（勁草書房, 1983年）